# Luc Beaucourt
Luc Eduard Alfons Beaucourt (Gent, 28 maart 1948 – Berchem, 26 november 2021) was een urgentiearts van het Universitair Ziekenhuis Antwerpen (UZA). In Vlaanderen was hij vooral bekend door zijn schokkende campagnes tegen weekendongevallen.

## Biografie
In 1999 was hij kandidaat Europees Parlementslid voor de CVP en in 2000 werd hij CVP-gemeenteraadslid in Kontich. Jarenlang was hij ook korpsarts bij de gemeentelijke brandweer van Kontich.  In 1999 werd hij stichtend voorzitter van de Hersenletsel Liga, de patientenvereniging voor personen met niet-aangeboren hersenletsels die toen gesticht werd als vzw Liga NAH.
Begin 2001 kondigde hij aan dat hij de nationale politiek verliet om crisismanager te worden bij B-FAST, het Belgisch medisch interventieteam voor buitenlandse rampen.
In 2003 was hij kandidaat voor de Kamer VLD zonder te willen zetelen. In 2004 was hij kandidaat Vlaams en Europees parlementslid VLD.
Nadat Myanmar in mei 2008 getroffen was door een cycloon lanceerde Luc Beaucourt 'Help Myanmar', een medisch-humanitaire missie naar het land. Met een team van 23 hulpverleners uit onder meer het Universitair Ziekenhuis Antwerpen ging hij er basisgezondheidszorg verstrekken en een vaccinatieprogramma opstarten.
Ook in 2010 nadat het eiland Haïti getroffen was door een zware aardbeving hielp Luc Beaucourt mee aan het leidinggeven van een medische missie in het land. In 2011 kondigde Beaucourt aan zijn b-fast team in te schakelen om steun te verlenen aan Japan dat door een tsunami getroffen werd. Hij keerde echter op zijn stappen terug na het vernemen van een dreigende kernramp in de kerncentrale van Fukushima ten gevolge van de tsunami.
Op dinsdag 17 maart 2009 werd Beaucourt betrapt op een snelheid van, na correctie, 174 km per uur op de E34, zijn rijbewijs werd onmiddellijk voor vijftien dagen ingetrokken.
"Ik schaam me diep, maar ik kan de klok niet terugdraaien. Ik was me er niet van bewust dat ik zo snel reed", aldus Beaucourt.
Beaucourt maakte ook bekend dat hij overstapte van VLD naar LDD, de derde politieke partij al waar Beaucourt lid van werd. Amper een dag later maakt hij bekend dan toch geen kandidaat te zullen zijn voor de verkiezingen van juni 2009.
Eind september 2009 publiceerde Luc Beaucourt zijn autobiografie, met als titel 'Dokter 100%'. Het boek verscheen bij Witsand Uitgevers.
Naast zijn missies op de Filippijnen, in Myanmar en Nepal, was Dr. Beaucourt bijna 10 jaar lang de verantwoordelijke arts van het medisch team van de avontuurlijke rally's van Destination Rally. Hij heeft de wegen van Zuid-Amerika en alle landen van Zuidoost-Azië bereisd.
In 2013 ging Beaucourt met pensioen. In maart 2014 kreeg Beaucourt het ereteken van Officier in de Leopoldsorde uitgereikt door vicepremier Alexander De Croo.
Hij overleed in november 2021 ten gevolge van huidkanker.